# 分時系統
分时系統（英語：time-sharing）是計算機科學中对资源的一种共享方式，通过为每个任务或用户提供一小段处理时间来在许多任务或用户之间并发共享计算资源。这样的快速切换可以给人一种同时执行的错觉。利用多道程序与多任务处理使多个用戶可以同时使用一台计算机。
分时的概念出现于1960年代，在1970年代作为一种杰出的模型引发了计算机历史上的一次重大技术革新。通过在多个用户之间共享计算机资源，此技术极大地降低了计算资源的成本，让个人和组织可以在不实际拥有计算机的情况下使用计算机。分时系统还对交互式计算机起到了推广作用，促进了交互式软件的开发进程。
一般来说，计算机用户（可以是多个）通过特定的端口向计算机发送指令，计算机完成相应任务后再将结果通过端口反馈给用户。